# 老道寺镇
老道寺镇，是中华人民共和国陕西省汉中市勉县下辖的一个乡镇级行政单位。

## 行政区划
老道寺镇下辖以下地区：
老道寺村、沙家庄村、纪寨村、吴寨村、孟家山村、候寨村、陈寨村、楼子沟村、丁家庄村、张家湾村、史寨村、段家坝村、叶家沟村、毛家沟村、杨家庄村、李家坪村、新立村、长寨村、范寨村、小白坡村、汤谷村、季寨村、杨寨村和南营村。